# BAP Almirante Grau (CLM-81)
El BAP Almirante Grau (CLM-81) fue un crucero ligero lanzamisiles de la clase De Ruyter en servicio en la Marina de Guerra del Perú. En 1973 reemplazó al Crucero Ligero BAP Almirante Grau que fuera adquirido el 30 de diciembre de 1959. Fue el buque insignia de la escuadra peruana.
Se inició su construcción en los astilleros Wilton-Fijenoord, Schiedam en Holanda entre los años 1939 y 1944, siendo capturado por los alemanes y botado como KH 1 por la Kriegsmarine. Después la guerra fue terminado y comisionado a la Armada Real de los Países Bajos en 1953, con el nombre HRMS De Ruyter. Este crucero es la tercera unidad que lleva el nombre del Gran Almirante del Perú Miguel Grau Seminario, comandante del monitor Huáscar que hostilizó la costa chilena durante la campaña naval de la guerra del Pacífico de 1879-1883, contienda en la cual  la alianza defensiva militar entre Bolivia y Perú enfrentó a Chile que le declaró la guerra a ambos países. El almirante Miguel Grau es el héroe máximo de la marina peruana y de la República del Perú, por su actuación durante la guerra. 
El BAP Almirante Grau, fue incorporado a la flota naval peruana el 7 de marzo de 1973 y recibió importantes reformas y modernizaciones en la década de los ochenta del siglo XX. Su desplazamiento es de 12 165 toneladas y alcanza los 32 nudos de velocidad a plena carga. Su armamento lo conforma la artillería conectada a una central de tiro y está armado con misiles Otomat en montajes sobre las bandas de la nave.
Fue dado de baja de la Marina de Guerra del Perú el 26 de septiembre del 2017 y reemplazado a partir de ese día como Buque Insignia por la fragata BAP Montero, rebautizada BAP Almirante Grau (FM-53). Julio de 2022, el ex Almirante Grau (CLM-81) zarpó de El Callao con rumbo a Alang para su desguace.